# Беата Пожняк
Беа̀та По̀жняк Даниелс (на полски: Beata Poźniak Daniels) е американска актриса, режисьор и художник от полски произход.

## Биография
Родена е на 30 април 1960 г. в Гданск, Полша. Завършва престижното филмово училище в Лодз с отличие и докторска степен.
Първоначално Беата става известна с участията си в европейски театрални и филмови продукции. Нейното изключително екранно присъствие ѝ донася ролята на Марина Осуалд във филма на Оливър Стоун „Кенеди“ в партньорство с Гари Олдман в ролята на Осуалд. Беата бързо се утвърждава като актриса за специфични роли с широк диапазон на характерите – от драматични до комедийни. Сред по-известните ѝ роли са участията ѝ в телевизионните филми „Луд за теб“ с Хелън Хънт (като Маша), „Напиване“ (двоен агент ЦРУ & „Melrose Place“ (като Петрова д-р-Филдинг), „Хрониките на младия Индиана Джоунс“ (като откачена млада революционерка) и минисериала на Оливър Стоун „Wild Palms“ (като японска бавачка).
Беата е лауреат на хърватската сърце награда (с Майкъл Йорк и Джон Савидж) за прочувствен изпълнението си във филма „Свобода от отчаяние“, както и за нейната всеотдайност към хуманитарни причини.

## Филмография
- 2014 „People on the Bridge“
- 2010 „The Officer's Wife“
- 2010 „Ojciec Mateusz“
- 2009 „On Profiles in Courage“
- 2007 „Zlotopolscy“
- 2006 „Miriam“
- 2006 „Cyxork 7“
- 2004 „Freedom from Despair“
- 2002 „The Drew Carey Show“
- 2002 „Philly“
- 2002 „Mnemosyne“
- 2001 „Family Law“
- 2001 „Mixed Signals“
- 1999 „Enemy Action“
- 1999 „Klasa na obcasach“
- 1998 „Women's Day: The Making of a Bill“
- 1997 „Pensacola: Wings of Gold“
- 1997 „Babylon 5“
- 1997 „Dark Skies“
- 1997 „JAG“
- 1995 „War & Love“ aka „Heaven's Tears“
- 1995 „A Mother's Gift“
- 1994 „Psychic Detective“
- 1993 „Melrose Place“
- 1993 „Wild Palms“
- 1993 „The Young Indiana Jones Chronicles“
- 1993 „Mad About You“
- 1993 „Ramona“
- 1992 „At Night the Sun Shines“
- 1991 „Ferdydurke“
- 1991 „Джей Еф Кей“
- 1989 „Stan wewnetrzny“
- 1989 „White in Bad Light“
- 1987 „Vie en images“
- 1986 „A Chronicle of Amorous Accidents“
- 1985 „Hamlet in the Middle of Nowhere“
- 1985 „Rozrywka po staropolsku“
- 1984 „I Died to Live“
- 1984 „Deszcz“
- 1983 „Krolowa Sniegu“
- 1983 „Lucky Edge“ aka „Szczesliwy Brzeg“
- 1982 „Klamczucha“
- 1981 „Man of Iron“
- 1981 „Zycie Kamila Kuranta“
- 1979 „The Tin Drum“

## Аудиокниги
- 2014 „Императрица на нощта: Един роман на Екатерина Велика“, публикувана от Random House
- 2012 „В Зимния дворец: Един роман на Екатерина Велика“, публикувана от Random House